# ララズ・スパ
『ララズ・スパ』（スペイン語: Lala's Spa）は、コロンビアのテレビドラマ。RCNテレビシオンで2021年4月6日に初公開された。

## 登場人物

### 主な登場人物
ララ・ヒメネス / エドゥアルド「ラロ」ヒメネス
演：ディアナ・オヨス
フランシスコ・ポンセ・デ・レオン
演：セバスチャン・カルバハル

### その他の登場人物
ドニャ・ネルシー
演：ルリ・ボッサ
ハビエル・ヴィレガス「エル・ザール・デル・ルーロ」
演：マウリシオ・ベレス
クリスティーナ・カスティージョ
演：コニー・キャメロ
フェリペ・ガジェゴ
演：カルロス・ハルタド
イングリッド・タチアナ・チャベス
演：スルマ・レイ
マイヤーリー「マヨ」 エスコシア
演：ダイアナ・ベルモンテ
ケビン・ピント
演：エルネスト・バレン
フアン・カミロ・プラッツ
演：ビクター・デイビッド・タラソナ
カルラ・メンドンザ
演：ミシェル・ロイヤール
ラケル
演：パオラ・モレノ
ドン・サロモン
演：フェルナンド・アレバロ